# Broekspijp

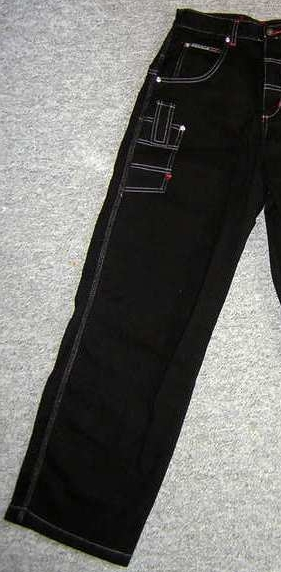
Broekspijp

Een broekspijp of pijp is een stoffen, cilindervormig onderdeel van een broek waarin een been past. Terwijl een rok van het middel naar beneden hangt, bestaat een broek onder het kruis uit twee afzonderlijke pijpen voor de benen.
De lengte van broekspijpen kan sterk verschillen. Broeken met korte pijpen worden korte broeken of shorts genoemd. Sommige broeken, zoals slips, hebben geen broekspijpen. Afhankelijk van de heersende mode zijn pijpen nauw, recht, wijd of wijd uitlopend.
In verschillende andere talen dan het Nederlands, zoals het Frans en Engels, worden broekspijpen metonymisch 'benen' (jambes, legs) genoemd.